# Maria Augusta von Trapp
Maria Augusta von Trapp (ur. 26 stycznia 1905 w Wiedniu, zm. 28 marca 1987 w Morrisville) – austriacka arystokratka. Jej historia oraz historia jej rodziny uciekającej przed nazistami do USA, po przyłączeniu Austrii do Niemiec stała się inspiracją filmu Dźwięki muzyki (1965).

## Życiorys
Maria Kutschera urodziła się w Austrii, w pociągu jadącym z Tyrolu do Wiednia. Jej matka zmarła, kiedy Maria miała dwa lata, a ojciec pozostawił ją u swego starszego kuzyna. Wychowywana była w atmosferze ateizmu, cynizmu i idei socjalistycznych. Wuj przekonywał ją, że Biblia to tylko zbiór wymyślonych opowieści i legend. W trakcie nauki w szkole nowoczesnego nauczania w Wiedniu, którą ukończyła w 1923 roku, miała okazję spotkać księdza jezuitę, ojca Kronsedera, którego kazania wywarły wielki wpływ na Marię. Po ukończeniu szkoły wstąpiła do Zakonu Benedyktynek Nonnberg w Salzburgu z zamiarem zostania siostrą zakonną. Jeszcze podczas nowicjatu, została zatrudniona jako nauczycielka do jednej z córek kapitana marynarki Georga Rittera von Trappa, który samotnie wychowywał siedmioro swoich dzieci po śmierci swej żony Agathy, zmarłej na szkarlatynę. 27 listopada 1927 roku Maria została żoną Rittera von Trappa, z którym miała jeszcze troje dzieci.
Kapitan Trapp stracił fortunę w 1935 roku, którą początkowo bezpiecznie trzymał w banku w Londynie. Kapitan Trapp wyciągnął pieniądze z banku londyńskiego, aby pomóc swojej znajomej, pani Lammer, i zdeponował pieniądze w jej banku w Austrii, który wkrótce upadł.
W celu zdobycia środków do życia, Maria z pomocą księdza Franza Wasnera organizuje koncerty dzieci von Trappów – The Trap Family. Początkowo występowali pod nazwą The Trapp Family Chorus, później Trapp Family Singers.
Po Anschlussie w 1938 roku, Trappowie wyjechali w trasę koncertową po Europie, a następnie na trzy miesiące do USA. W 1939 roku von Trappowie emigrują do USA i osiedlają się w Merion, PA. W tym samym roku przychodzi na świat jedyny syn Marii, Johannes von Trapp.
W 1948 roku papież Pius XII nagrodził Marię medalem Benemerenti za działania Trapp Family Austrian Relief, Inc., organizacji, która pomogła tysiącom Austriaków w czasie II wojny światowej.
W 1949 roku Maria wydała wspomnienia, w których opisała losy rodziny.
W 1950 roku Maria otrzymała nagrodę St. Francis de Sales Golden Book Award przyznaną przez Stowarzyszenie Pisarzy Katolickich w dziedzinie „najlepsza książka non-fiction” za swą książkę The Trapp Family Singers. Na jej podstawie powstało przedstawienie Rodgera i Hammersteina na Broadwayu oraz nagrodzony Oscarem film Dźwięki muzyki.
W roku 1956 odbył się ostatni koncert Trapp Family Singers w USA.
W roku 1967 Maria otrzymała Krzyż Honorowy Pierwszej Klasy w dziedzinie nauki i sztuki od rządu austriackiego za jej wkład w propagowanie kultury.
Maria zmarła 3 dni po operacji serca, 28 marca 1987 roku w Morrisville w stanie Vermont i jest pochowana na cmentarzu obok Trapp Family Lodge.